# Philadelphus tenuifolius
Philadelphus tenuifolius là một loài thực vật có hoa trong họ Tú cầu. Loài này được Rupr. miêu tả khoa học đầu tiên năm 1856.